# 39 Тельца
39 Тельца (39 Tauri, сокращ. 39 Tau) — двойная звезда в  зодиакальном созвездии Тельца. Звезда имеет видимую звёздную величину +5,90m  и, согласно шкале Бортля, звезда видна невооружённым глазом на пригородном небе (англ. Suburban sky).
Из измерений параллакса, полученных во время миссии Gaia известно, что звезда удалена примерно на 55,2 св. лет  (16,94 пк) от Земли. Звезда наблюдается севернее 68° ю.ш., то есть видны практически на всей территории обитаемой Земли, за исключением приполярных областей Антарктиды. Лучшее время наблюдения — ноябрь.
Звезда 39 Тельца движется довольно быстро относительно Солнца: её радиальная гелиоцентрическая скорость равна 26 км/с, что почти в 2,5 раза больше скорости местных звёзд Галактического диска, а также это значит, что звезда удаляется от Солнца. Звезда 39 Тельца приближалась к Солнцу на расстояние 32 св. года 454 000 лет назад, когда она увеличивала свою яркость на 1,16m до величины 4,74m (то есть светила тогда, как Ипсилон Возничего или как 61 Девы светят сейчас). По небосводу звезда движется на юго-восток, проходя по небесной сфере 0,217 угловых секунд в год.
Средняя пространственная скорость 39 Тельца имеет следующие компоненты (U, V, W)=(-25.5, -13.5, -6.5), что означает UA=−25,5 км/с (движется от галактического центра), VA=−13,5 км/с (движется против направления галактического вращения) и WA=−6,5 км/с (движется в направлении южного галактического полюса).  Химические и кинематические свойства этой звезды согласуются с членством в движущейся группе звёзд IC 2391. Звезда движется по орбите через галактику Млечный Путь с эксцентриситетом 0,06, при котором звезда, то приближается на расстояние 23 900 св. лет (7340 пк) к ядру Галактики, то удаляется на расстояние 26 800 св. лет (8210 пк). Наклонение галактической орбиты «приподнимает» звезду не больше, чем на 33 св. лет (10 пк) над плоскостью Галактики.

## Имя звезды
A2 Тельца (латинизированный вариант лат.  A2 Tauri ) является обозначением Байера, данным им звезде в 1603 году. 39 Тельца (латинизированный вариант лат. 39 Tauri) являются обозначением Флемстида.
Обозначения компонентов как 39 Тельца Aa, Ab, AB, AC и BC вытекают из конвенции, используемой Вашингтонским каталогом визуально-двойных звёзд (WDS) для звёздных систем, и принятого Международным астрономическим союзом (МАС).

## Свойства 39 Тельца
39 Тельца — судя по её спектральному классу G5V звезда является карликом спектрального класса G, что указывает на то, что водород в ядре звезды ещё является ядерным «топливом», то есть звезда, находится на главной последовательности. Масса звезды равна 1,1 {\displaystyle M_{\bigodot }}. Звезда излучает энергию со своей внешней атмосферы при эффективной температуре около 5903 К, что придаёт ей характерный жёлтый цвет.
В связи с небольшим расстоянием до звезды её радиус может быть измерен непосредственно, и такая попытка была сделана в 1983 году. Данные об этом и других измерениях приведены в таблице:
| Имя звезды | Год  | m                     | Спектр                | D (mas)               | Rабс ({\displaystyle R_{\bigodot }}) | Комм.  |
| Глизе 160  | 1983 | 5.90                  | G1V                   | —                     | 0,94                                 | [ 18 ] |
| 39 Тельца  | 2015 | измерение миссии Gaia | измерение миссии Gaia | измерение миссии Gaia | 1,01 ± 0,01                          | [ 4 ]  |

Сейчас мы знаем, что радиус звезды должен быть равен 0,96 ± 0,07 {\displaystyle R_{\bigodot }}, то есть, оба измерения были достаточно точными. Светимость звезды практически солнечная и равна  1,01 {\displaystyle L_{\bigodot }} и типична для звезды спектрального класса G5.
Звезда имеет поверхностную гравитацию, характерную для карлика 4,52 ± 0,09 СГС или 331 ± 76 м/с2, то есть на 20% больше, чем на Солнце (274,0 м/с2). Звёзды, имеющие планеты, имеют тенденцию иметь большую металличность по сравнению Солнцем и 39 Тельца  имеет значение металличности 0,14, то есть 138% от солнечного значения.
Скорость вращения 39 Тельца превосходит солнечную почти в 3 раза и равна  5,52 км/с, что даёт период вращения звезды —9,12 дней. Такая большая скорость, по –видимому, может объяснятся  её молодостью, со временем звезда замедлит своё вращение.
Звезда 39 Тельца слегка переменная: во время наблюдений яркость звезды немного меняется. Основываясь на данных Hipparcos, она показывает умеренную изменчивость с амплитудой 0,06m, колеблясь вокруг значения 5.88m, без какой-либо периодичности (скорее всего у звезды или звёзд несколько периодов), тип переменной также не определён.
Звезда очень молодая, её возраст определён как 1,0 млрд. лет. Также известно, что звёзды с массой 1,1 {\displaystyle M_{\bigodot }} живут на главной последовательности порядка 7,66 млрд. лет и, таким образом, звезда 39 Тельца ещё очень не скоро станет красным гигантом, а затем, сбросив внешние оболочки, станет белым карликом.

## История изучения кратности звезды
В 1853 году русский астроном О.В. Струве, открыл двойственность звезды 39 Тельца, то есть им был открыт компонент AB и звёзды вошли в каталоги как STT 559. Затем, с развитием телескопостроения и возможностью открывать всё более слабые звёзды, им также была открыта трёхкратность звезды 39 Тельца, то есть им был открыт компонент AC, причём компоненты B и C считались тогда двойной звездой.
Компоненты Aa, Ab наблюдались 7 раз с помощью спекл-интерферометрии, сотрудниками, работавшими на интерферометре CHARA в период с 1985 по 1998 год. Им удалось разрешить компонент Ab, когда он находился на угловом расстоянии 0,22 секунд дуги, правда разрешение было  крайне неопределенным. Вторая попытка была предпринята в  2002 году и окончательно звёзды были разрешены, когда они находились на угловом расстоянии 0,41 секунд дуги в конце 2003 года. Звёзды вошли в каталоги как CHR 158. Согласно Вашингтонскому каталогу визуально-двойных звёзд, параметры этих компонентов приведены в таблице:
| Компонент | Год  | Количество измерений | Позиционный угол | Угловое расстояние | Видимая звёздная величина компонента I | Видимая звёздная величина компонента II |
| Aa,Ab     | 1988 | 2                    | 203°             | 0.22″              | 5.97m                                  | —                                       |
| Aa,Ab     | 2003 | 2                    | 252°             | 0.41″              | 5.97m                                  | —                                       |
| AB        | 1853 | 25                   | 5°               | 166.4″             | 5.97m                                  | 8.09m                                   |
| AB        | 1922 | 25                   | —                | 170.5'″            | 5.97m                                  | 8.09m                                   |
| AB        | 2015 | 25                   | 357°             | 176.6″             | 5.97m                                  | 8.09m                                   |
| AC        | 1898 | 7                    | 24°              | 142.8″             | 5.97m                                  | 12.60m                                  |
| AC        | 1922 | 7                    | 22°              | 144.1'″            | 5.97m                                  | 12.60m                                  |
| AC        | 2015 | 7                    | 15°              | 150.1″             | 5.97m                                  | 12.60m                                  |
| BC        | 1887 | 13                   | 128°             | 62.1″              | 8.09m                                  | 12.60m                                  |
| BC        | 1922 | 13                   | —                | 60.6'″             | 8.09m                                  | 12.60m                                  |
| BC        | 2015 | 13                   | 123°             | 57.8″              | 8.09m                                  | 12.60m                                  |

Обобщая все сведения о звезде, можно сказать, что у звезды 39 Тельца, есть один спутник:
- компонент Ab находящийся на угловом расстоянии 0,41 секунд дуги. Возможно, что это красный карлик. Элементы орбиты определены на 1988 год: спутник вращается на 203,4-дневной орбите[23] и отделён на физическое расстояние 0,699 а.е., то есть на расстоянии, чуть меньшем на котором в Солнечной системе находится Венера, чья большая полуось равна 0,72 а.е.;
- компонент B, звезда 8-й величины, находящаяся на угловом расстоянии 176,6 секунд дуги. Звезда имеет каталожный номер HD 284138[24]. У звезды известен параллакс, и судя по нему, звезда находится на расстоянии 950 св. лет и соответственно, в систему 39 Тельца не входит;
- компонент C, звезда 13-й величины, находящаяся на угловом расстоянии 150,1 секунд дуги. Звезда имеет каталожный номер GSC 01262-00345[25]. У звезды известен параллакс, и судя по нему, звезда находится на расстоянии 2560 св. лет и соответственно, в систему 39 Тельца не входит. Также компонент BC не может быть двойной звездой.

## Ближайшее окружение звезды
Следующие звёздные системы находятся на расстоянии в пределах 20 световых лет от звезды 39 Тельца (включены только: самая близкая звезда, самые яркие (<6,5m) и примечательные звёзды). Их спектральные классы приведены на фоне цвета этих классов (эти цвета взяты из названий спектральных типов и не соответствуют наблюдаемым цветам звёзд):
| Звезда     | Спектральный класс | Расстояние, св. лет |
| Вольф 1246 | M3.1 V             | 6.92                |
| HD 29697   | K3V                | 12.78               |
| 104 Тельца | G4 V               | 14.09               |
| Альдебаран | K5III/M2V          | 14.16               |
| HD 24496   | G7V                | 14.36               |
| 111 Тельца | F8V                | 18.29               |
| Глизе 179  | M3V                | 19.86               |

Рядом со звездой, на расстоянии 20 световых лет, есть ещё порядка 25 красных, оранжевых карликов и жёлтых карликов спектрального класса G, K и M, а также 3 белых карлика которые в список не попали.

### Комментарии
1. ↑  Расстояние рассчитано по приведённому значению параллакса
2. ↑  Абсолютная звёздная величина вычисляется по формуле:: {\displaystyle M=m-5\lg {\frac {d}{d_{0}}}}, где {\displaystyle m} — видимая звёздная величина, {\displaystyle d} — расстояние до объекта в пк, {\displaystyle d_{0}=}10 пк
3. ↑  STT — ссылка на каталог О. В. Струве, 559 — номер записи в его каталоге
4. ↑  CHR — ссылка на каталог составляемый сотрудниками, работавшими на интерферометре CHARA, 158 — номер записи в этом каталоге